# Rhododendron 'Mauritz'
Rhododendron 'Mauritz' — сорт вечнозелёных рододендронов гибридного происхождения.
Получен в арборетуме Мустила путём скрещивания Rhododendron brachycarpum subsp. tigerstedtii c красноцветковым стелющимся по земле гибридом Rh. forrestii var. repens. Путём скрещивания этих же растений получен и сорт 'Elviira'. 
Скрещивание произведено в рамках программы разведения рододендронов Хельсинкского университета в сотрудничестве с арборетумом Мустила (1973 - 2000 годы). В программе использовались рододендроны растущие в дендрарии Хельсинки с 1930 года. К 1973 году из этих растений выжили наиболее зимостойкие. Изначально в селекционной программе использовали 53 опыляемых растений и 23 видов и 48 гибридов в качестве опылителей. Из первых полученных 22000 гибридных сеянцев были отобраны 14000. В результате суровых зим 1980-х годов из 14000 саженцев выжило 9000. Среди выживших было много растений совершенно не повреждавшихся во время зимы. Из них отобрали 80 сеянцев, которые были размножены посредством микроклонального размножения. Некоторые сорта впоследствии были зарегистрированы

## Биологическое описание
В возрасте 10 лет высота около 80 см, согласно другому источнику чуть меньше 200 см. 
Крона плотная. Сорт отличается хорошим ветвлением.
Листья голые, тёмно-зелёные, сильно текстурированные.
Цветки вишнёво-красные, несколько более светлые, чем кирпично-красные цветки сорта 'Elviira'.
В Финляндии цветёт в середине мая.

## В культуре
Вероятно выдерживает понижения температуры до -30 °С. Нуждается в полной защите от весеннего солнца.
С точки зрения выбора места для посадки 'Mauritz' менее прихотлив, чем 'Elviira'.